# Sergio Romero
Sergio Gérman Romero (Bernardo de Irigoyen, 22. veljače 1987.) argentinski je nogometaš. Trenutačno igra za Boca Juniors.
U karijeri je do sada nastupao za Racing Club, AZ Alkmaar, Sampdoriju, Monaco, Manchester United, Veneziju i Boca Juniors.